# Odd Hassel
Odd Hassel (Kristiania, 17 maggio 1897 – Oslo, 11 maggio 1981) è stato un chimico norvegese, vinse il premio Nobel per la chimica nel 1969.

## Biografia
Figlio del ginecologo Ernst Hassel e di Mathilde Klaveness, Hassel nacque a Kristiania, l'attuale Oslo, oggigiorno capitale della Norvegia, che in quel periodo era unita al Regno di Svezia sotto il dominio personale di Oscar II di Svezia, ma con una propria costituzione e un proprio governo. Nel 1915 iniziò a frequentare l'Università di Oslo per studiare fisica, chimica e matematica, laureandosi nel 1920. Nel 1924 conseguì il dottorato presso l'Università di Berlino e nel 1934 accettò la cattedra di chimica fisica offertagli dall'Università di Oslo, ricoprendo il ruolo di professore fino al 1964, anno in cui si ritirò.
Durante l'occupazione nazista della Norvegia nella seconda guerra mondiale, Hassel fu recluso per due anni nel campo di concentramento di Grini, dove condivise la cella con Ragnar Frisch, insignito del premio Nobel per l'economia nel 1969. Fu liberato nel novembre 1944.

## Attività scientifica
Interessatosi inizialmente alla chimica inorganica, a partire dagli anni trenta si occupò dello studio della struttura molecolare, in particolare del composto chimico cicloesano e dei suoi derivati. Introdusse in Norvegia la misura dei momenti di dipolo elettrici e la diffrazione degli elettroni da parte delle sostanze in fase vapore. Il suo lavoro rivelò il modo di orientarsi degli atomi che fanno parte dei composti chimici.
Durante gli anni cinquanta il suo lavoro riguardante i composti chimici fu ampliato dal contributo del chimico Derek Harold Richard Barton mediante l'utilizzo della tecnica di analisi conformazionale, che introdusse la possibilità di creare molecole sintetiche da applicare in farmacologia. Nel 1969 fu insignito del premio Nobel per la chimica, insieme con Derek Barton, "per i loro contributi allo sviluppo del concetto di conformazione e le sue applicazioni in chimica".